# 보성 옥마리 오층석탑
보성 옥마리 오층석탑(寶城 玉馬里 五層石塔)은 대한민국 전라남도 보성군 노동면에 있는 오층석탑이다. 1984년 2월 29일 전라남도의 문화재자료 제56호로 지정되었다가, 1986년 2월 7일 전라남도의 유형문화재 제141호로 재지정되었다.

## 개요
고려 성종 15년(966)에 창건하였다고 전하는 월림사터에 남아있는 탑으로, ‘벽옥탑(碧玉塔)’이라고도 한다.
형태는 2층 기단(基壇) 위에 5층의 탑신(塔身)을 올린 모습이다. 아래·위층 기단과 탑신부의 각 층 몸돌에는 기둥모양을 조각하였다. 두툼한 지붕돌은 느린 경사가 흐르다 네 귀퉁이에서 살짝 들려 있으며, 밑면에 1·2층은 5단, 3층은 4단, 4·5층은 3단의 받침을 두어 위층으로 갈수록 받침의 수가 줄고 있다.
전체적으로 탑신의 1층 몸돌이 좁고 높은데 비해 2층 몸돌부터는 급격히 짧아져 균형과 비례가 잘 맞지 않는다. 조성시기는 고려 후기일 것으로 추정된다.

## 참고 자료
- 보성옥마리오층석탑 - 국가유산청 국가유산포털